# Ґреґоровце (Словаччина)
Ґреґоровце або Грегоровце (словац. Gregorovce) — село в Словаччині, Пряшівському окрузі Пряшівського краю.
Уперше згадується у 1248 році.
У селі є римо-католицький костел з 1774-1775 рр. у стилі класицизму.

## Населення
| Рік:            | 1994. | 2004.   | 2014.   | 2024.    |
| --------------- | ----- | ------- | ------- | -------- |
| Кількість осіб: | 735   | 781     | 823     | 941      |
| Різниця:        |       | +6,25 % | +5,37 % | +14,33 % |

| Рік:            | 2023. | 2024.   |
| --------------- | ----- | ------- |
| Кількість осіб: | 935   | 941     |
| Різниця:        |       | +0,64 % |

У селі проживає 822 особи.

## Географія
Розташоване в північній частині східної Словаччини, в північній частині Шариської височини в долині потока Дзіков. Протікає Великий потік.